# Rue Lucien-Bossoutrot
La rue Lucien-Bossoutrot est une voie du 15e arrondissement de Paris, en France.

## Situation et accès
La rue Lucien-Bossoutrot est une voie publique située dans le 15e arrondissement de Paris. Elle débute boulevard du Général-Martial-Valin et finit en impasse au droit de la rue privée du Général-Lucotte qui est fermée à la circulation car elle est devenue la voie de desserte des "ateliers Lucotte" de la ligne T3a du tramway d'Île-de-France. Il est toutefois possible pour les piétons de rejoindre par un escalier le début du boulevard du Général-Martial-Valin au niveau du départ de la ligne du tramway T3a (station Pont du Garigliano).
Elle est bordée au nord par le cirque Bormann et par le square Carlo-Sarrabezolles et au sud par une extension du nouveau ministère des Armées appelé l'Hexagone Balard.

## Origine du nom

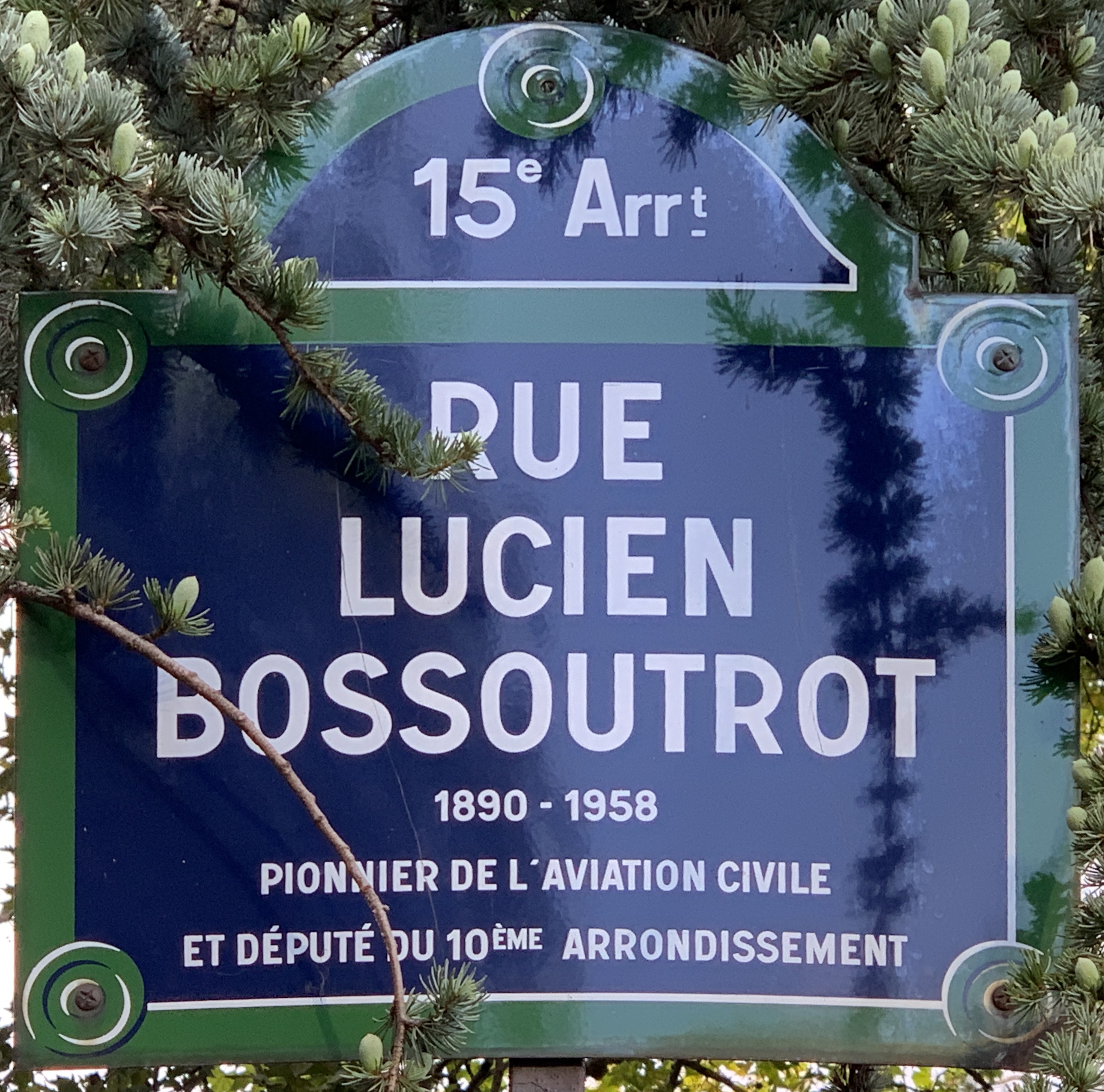
Plaque de la rue.

Elle a été baptisée en 1981 en l'honneur de l'aviateur et homme politique Lucien Bossoutrot (1890-1958), pionnier de l'aviation commerciale et résistant durant la Seconde Guerre mondiale.

## Historique
Elle constituait, avant l'ouverture du pont du Garigliano en 1966, la continuité du boulevard Victor jusqu'à la Seine (porte du Bas-Meudon). Une plaque émaillée portant l'ancienne dénomination était encore visible sur l'angle de la caserne du bastion no 68 jusqu'à sa démolition en 2012 ou début 2013 (érection de l'Hexagone Balard).